# Kapitalizm państwowy
Kapitalizm państwowy – pojęcie ekonomiczno-polityczne wykorzystywane w różnych znaczeniach przez liberałów oraz marksistów (przede wszystkim trockistów), a także przez niezależnych ekspertów.
W swoim klasycznym znaczeniu kapitalizm państwowy oznaczał gospodarkę, w której kapitalistyczne stosunki produkcji, oparte na własności prywatnej, znajdują się pod ścisłą kontrolą instytucji państwowych, np. gospodarkę głównych potęg światowych w czasie I wojny światowej.
W zasadniczo innym znaczeniu pojęciem tym posługują się lewicowcy, marksiści i neomarksiści różnych nurtów (w tym neotrockiści), dla których państwowy kapitalizm panuje bądź panował w państwach określających się oficjalnie jako socjalistyczne, posiadających na własność całość krajowej gospodarki (np. ZSRR), lecz w praktyce stosujących wobec robotników te same zasady i mechanizmy wyzysku, co w krajach kapitalistycznych. Zdaniem zwolenników tej teorii, formalna kwalifikacja form własności w gospodarce (zakładów pracy, fabryk itp.) jako państwowych, sama w sobie nie zmienia stosunków produkcji i pracy – z kapitalistycznych na socjalistyczne, pozostają więc one (w ich ocenie) faktycznie kapitalistyczne. Teoria ta dotyczy także stosowania przez monopolistyczny aparat zarządzający własnością państwową takich, charakterystycznych dla kapitalizmu, zasad rynkowych jak akumulacja wartości dodatkowej, nastawienie na zysk (komercjalizacja) czy regulacja stosunków pracy i stosunków społecznych przez popyt i podaż, wydajność oraz konkurencyjność. Jej zwolennicy uważają, że państwo posiadające monopol w dziedzinie gospodarki także może kierować się (i w wielu wypadkach kieruje się) logiką rynkową w zarządzaniu zasobami wytwórczymi i społecznymi, podobnie do prywatnych przedsiębiorstw i korporacji. Pojęcia państwa jako kapitalisty zbiorowego używał także teoretyk klasycznego marksizmu, Fryderyk Engels, a samo pojęcie państwowego kapitalizmu pojawiało się w jeszcze innym, niż wyżej wymienione i pozytywnym znaczeniu w publikacjach Włodzimierza Lenina na określenie polityki NEP.

## Liberalizm klasyczny
Liberałowie używają terminu państwowy kapitalizm na określenie sytuacji, w której państwo wspiera określonych producentów (głównie wielkie firmy) przeciwko interesom innych kapitalistów oraz konsumentów. W ten sposób, chociaż prywatna własność środków produkcji pozostaje nienaruszalna, nie zostaje zrealizowany postulat całkowitej rezygnacji z państwowej regulacji rynku. Z tego powodu państwowy kapitalizm krytykował Murray Rothbard, teoretyk leseferyzmu. Praktycznymi przykładami kapitalizmu państwowego były dla liberałów Stany Zjednoczone po okresie Nowego Ładu oraz Rosja Władimira Putina. Niekiedy zwolennicy leseferyzmu lub libertarianizmu gospodarczego krytykują państwa oparte na interwencjonizmie w dziedzinie gospodarki i wspieraniu określonych jej sektorów jako kapitalizm państwowy, częściej jednak określają je (w pejoratywnym znaczeniu) jako pseudokapitalistyczne, biurokratyczne lub socjalistyczne.

## Marksizm klasyczny
Pojęcie państwowego kapitalizmu wśród przedstawicieli nurtów lewicowych jest współcześnie używane najczęściej przez neotrockistów, ale ma swoje podłoże także w klasycznym marksizmie. Teoretyk tego nurtu, współpracownik Karola Marksa – Fryderyk Engels uważał, że sama zmiana formy własności sił wytwórczych z prywatnej na akcyjną bądź państwową nie usuwa [ich] kapitalistycznego charakteru, a czyni jedynie państwo kapitalistą zbiorowym. Zdaniem Engelsa, 

Nowoczesne państwo jest bez względu na swoją formę machiną w istocie swej kapitalistyczną, państwem kapitalistów, idealnym kapitalistą zbiorowym. Im więcej sił wytwórczych przejmuje ono na swoją własność, w tym większym stopniu staje się rzeczywistym kapitalistą zbiorowym, tym więcej obywateli wyzyskuje. Robotnicy pozostają robotnikami najemnymi, proletariuszami. Stosunki kapitalistyczne nie zostają zniesione, przeciwnie, zaostrzają się do ostatecznych granic. Ale doszedłszy do tych granic, zmieniają się w swoje przeciwieństwo. Państwowa własność sił wytwórczych nie rozwiązuje konfliktu, ale kryje w sobie formalny środek, możliwość jego rozwiązania.

 Faktyczną zmianę stosunków własnościowych Engels upatrywał w przekazaniu społeczeństwu, rozumianemu jako ogół pracowników, pełnego zarządu nad uprzednio upaństwowioną własnością w gospodarce (tj. w uspołecznieniu, nadaniu społecznego charakteru siłom wytwórczym bez półśrodków), co miało nastąpić w jego ocenie w toku dialektycznego rozwoju społeczno-gospodarczego, jednak takie przewidywania nigdy się nie sprawdziły. Engels postulował przekształcenie nie tylko form własności i sposobu zarządzania (na uspołeczniony) w gospodarce, ale także metod produkcji, podziału wytworów pracy i wymiany.

## Leninizm
Pojęcie państwowego kapitalizmu pojawia się także w publikacjach Włodzimierza Lenina, w których określał tak program tzw. Nowej Polityki Ekonomicznej (NEP) w Rosji Radzieckiej po 1921 r. (mieszany system gospodarczy, ze znacznym udziałem mechanizmów rynkowych oraz własności prywatnej występującej obok dominującej własności państwowej, także z elementami spółdzielczości, uznawany za etap przejściowy na drodze tzw. budownictwa socjalistycznego po porażce i niewydolności komunizmu wojennego). Było to więc inne, niepejoratywne i ukute na użytek aktualnej taktyki politycznej Rosji Radzieckiej połączenie pojęć państwa i kapitalizmu, różniące się od jego użycia przez Engelsa oraz późniejszych neotrockistów, zbliżające się w pewnych kwestiach do koncepcji Nowego Ładu, ale osadzone w realiach gospodarki centralnie planowanej porewolucyjnej Rosji. Po 1929 r. zrezygnowano z polityki NEP.

## Trockizm i neotrockizm
Pojęcie kapitalizmu państwowego nigdy nie pojawia się w pismach Lwa Trockiego, który uważał ZSRR za zdegenerowane państwo robotnicze. Podkreślał tym samym, iż mimo tego, że faktyczna kontrola nad znacjonalizowanymi środkami produkcji leżała w ZSRR w rękach partii, a nie samych pracowników, całe państwo nadal nosiło w sobie zalążek prawdziwego kraju socjalistycznego. Oczywiście by ten potencjał mógł zostać zrealizowany, robotnicy radzieccy musieliby dokonać nowej rewolucji, wykorzystując doświadczenia z roku 1917, lecz nie dopuszczając tym razem do władzy biurokracji.
Po śmierci Trockiego pogląd ten został poddany zdecydowanej krytyce przez lidera brytyjskich trockistów Tony’ego Cliffa, który uważał, iż Trocki przecenił realne znaczenie klasy pracowniczej w ZSRR. Jego zdaniem system powstały za czasów dyktatury stalinowskiej całkowicie pozbawiony był chociażby elementów socjalizmu, gdyż opierał się na analogicznych jak kapitalizm mechanizmach wyzysku. Jednak w roli monopolisty – wyzyskiwacza występowało państwo sterowane przez monopartię. Teoria Cliffa była pierwszą tak poważną rewizją myśli Lwa Trockiego, jakiej dopuścił się człowiek uważający się za kontynuatora zapoczątkowanego przez niego ruchu. Dlatego wywołała poważne spory w środowisku trockistowskim i ostatecznie doprowadziła do rozłamu w ruchu. Oficjalnie odrzuciła ją największa organizacja trockistowska – IV Międzynarodówka – argumentując, iż nie można mówić o kapitalizmie w sytuacji, gdy ZSRR zachował mechanizmy gospodarki planowanej.

## Inne nurty lewicowe
Po zerwaniu współpracy chińsko-radzieckiej również teoretycy maoizmu zaczęli określać ZSRR jako państwowy kapitalizm, zwłaszcza od czasów przejęcia władzy przez Nikitę Chruszczowa i powstania konfliktu między Chruszczowem a Mao Zedongiem. Uzasadnienie tego poglądu było w pewnych kwestiach zbliżone do rozumowania Tony’ego Cliffa, chociaż powstało niezależnie od niego, na bazie innych uwarunkowań historycznych i geopolitycznych. Stanowisko maoistów różniło się zasadniczo od Cliffa w ocenie okresu stalinizmu, który ten – inaczej niż maoiści – oceniał także jednoznacznie jako kapitalizm państwowy. Niektóre niezależne od Moskwy tzw. państwa socjalistyczne, jak Albania (hodżyzm) prezentowały stanowisko zbliżone do maoistowskich Chin. Zachowawczy zwolennicy maoizmu uważają współczesną Chińską Republikę Ludową, budowaną i reformowaną od lat 70./80. XX wieku w oparciu o eklektyczną ideologię dengizmu (porównywalną do NEP), za państwowy kapitalizm. Poza tym socjalistyczna Jugosławia pod rządami Josipa Broz Tito (titoizm) wysuwała niekiedy z własnych pozycji zarzuty pod adresem Związku Radzieckiego dotyczące powstania w nim kapitalizmu państwowego i biurokratyzmu, odwołując się do przyjętej w systemie jugosłowiańskim zasady samorządności pracowniczej oraz socjalizmu rynkowego. Była to tendencja zauważalna zwłaszcza w okresie konfliktu z Rosją Józefa Stalina (1948–1953/56 r.), później krytyka ZSRR ze strony Tity została ograniczona z uwagi na względną stabilizację stosunków dyplomatycznych między Moskwą a Belgradem. Tym niemniej, także wymienione wyżej nurty i systemy były krytykowane z pozycji sowieckich i innych, jako alternatywne modele kapitalizmu państwowego, nie zaś państwa rzeczywiście socjalistyczne, jakimi się określały. Np. Jugosławię krytykowano za przyjęcie zasady menedżeryzmu i rynkowości (maksymalizacji zysku) w procesie zarządzania oficjalnie usamorządowionymi przedsiębiorstwami produkcyjnymi.
Również Opozycja Robotnicza (Aleksandr Szlapnikow, Aleksandra Kołłontaj), funkcjonująca w pierwszych latach Rosji Radzieckiej w ramach rządzącej partii RPK(b), uważała powstałe i uformowane po rewolucji państwo za państwowy kapitalizm, nie zaś prawdziwy ustrój socjalistyczny i postulowała przekazanie uprawnień zarządczych w dziedzinie gospodarki w ręce autonomicznych, klasowo zorganizowanych związków zawodowych (tzw. związków przemysłowych), co miało oddawać postulaty i hasła rewolucyjne z 1917 r. (cała władza w ręce rad). Przedstawiciele tego nurtu uważali, że dominujący w radzieckiej gospodarce państwowo-biurokratyczny zarząd nad siłami wytwórczymi faktycznie nie znosił kapitalistycznych metod wyzysku pracowników, w związku z czym ich zdaniem należało go przekazać bezpośrednio, zrzeszonym w związkach zawodowych, pracownikom. Nurt ten określano niekiedy jako pół-syndykalistyczny, wykazywał podobieństwa do komunizmu rad czy luksemburgizmu. Także inne opozycyjne i ultralewicowe frakcje w RPK(b) krytykowały ówczesny system społeczno-gospodarczy jako zbliżający się ich zdaniem do kapitalizmu, niejednokrotnie zarzucając centrali partyjnej oportunizm – Demokratyczni Centraliści (W.M. Smirnow, T.W. Sapronow) czy Lewicowa Opozycja (Lew Trocki, Karol Radek po 1923 r.), zwłaszcza po wprowadzeniu w 1921 r. polityki NEP. Stanowisko i poglądy tych stricte antykapitalistycznych frakcji nie było jednak jednolite, np. w początkach lat 20. Trocki zasadniczo różnił się od Opozycji Robotniczej w ocenie roli związków zawodowych – uważał, że nie powinny być one autonomiczne, ale upaństwowione i poddane władzy centralnej, wyznaczającej kierunki przemian gospodarczych i politycznych zgodnie z popularyzowaną przez niego koncepcją rewolucji permanentnej. Później poglądy Trockiego ulegały modyfikacjom. Przewodniczący RPK(b), Włodzimierz Lenin zajmował stanowisko pośrednie pomiędzy tymi oraz innymi, bliższymi aparatowi państwowo-biurokratycznemu frakcjami, uznając rolę częściowo autonomicznych związków zawodowych jako negocjatora i pośrednika pomiędzy pracownikami a kierownictwami poszczególnych przedsiębiorstw oraz władzami państwowo-partyjnymi, a nie jako bezpośrednich zarządców w dziedzinie gospodarki (czego domagała się Opozycja Robotnicza). Przypisywał więc związkom zawodowym rolę podobną jaką pełniły w wielu państwach kapitalistycznych. Ta funkcja związków zawodowych i kontroli pracowniczej nad gospodarką stała się fasadowa w epoce stalinowskiej, a związki zawodowe zostały niemal całkowicie podporządkowane centrali partyjnej, wycofano się wówczas także z polityki NEP na rzecz całkowitego upaństwowienia gospodarki, natomiast większość przedstawicieli innych nurtów i frakcji wewnątrz RPK(b) spotkały represje. O ile Stalin początkowo należał do zwolenników polityki NEP, po 1929 r. uznał, że wyczerpała swoją formułę i stała się zbędna w dalszym tzw. budownictwie socjalistycznym, wybierając ściśle państwowo-biurokratyczny i centralistyczny model organizacji gospodarki. Poza tym w okresie stalinowskim szczególnie zaznaczyły się w gospodarce ZSRR takie zasady jak przodownictwo pracy (nacisk na spełnianie i przekraczanie określonych norm wydajności i efektywności w miejscach pracy oraz współzawodnictwo między pracownikami, co miało przekładać się na ogólnie wysokie wyniki gospodarcze monopoli państwowych), porównywalne – pomimo pełnego zarządu państwowego – do zasad rządzących gospodarką rynkową. W późniejszych dekadach (po tzw. odwilży 1956 r.) w gospodarce ZSRR przodownictwo pracy było mniej eksponowane, ale pozostały jego elementy (ze szczególnym naciskiem w epoce Leonida Breżniewa). Pojawiały się także rozwiązania wprowadzające nastawienie na zysk i komercjalizację niektórych przedsiębiorstw państwowych.
Zasady gospodarcze oraz ustrojowe Rosji Radzieckiej, a później ZSRR i państw satelickich, jako zbliżające się do typowych dla kapitalizmu bądź feudalizmu, krytykował także m.in. jugosłowiański dysydent Milovan Dżilas oraz wielu przedstawicieli lewicy wywodzących się z innych, niż sowieckie nurtów i tradycji politycznych, jak socjalizm demokratyczny (Karl Kautsky, Adam Ciołkosz) czy anarchizm (Aleksander Berkman, Piotr Kropotkin). Niekiedy jako kapitalizm państwowy określano także reformistyczne państwa socjaldemokratyczne oparte na współwystępowaniu różnych sektorów produkcji w gospodarce, z prywatnym włącznie, i dominującym zarządzie państwowym.